# Белмор (Њујорк)
Белмор (енгл. Bellmore) насељено је место без административног статуса у америчкој савезној држави Њујорк.

## Демографија
По попису из 2010. године број становника је 16.218, што је 223 (-1,4%) становника мање него 2000. године.
| Група             | 2000.          | 2010.          |
| Белци             | 15.389 (93,6%) | 14.478 (89,3%) |
| Афроамериканци    | 77 (0,5%)      | 166 (1,0%)     |
| Азијати           | 330 (2,0%)     | 482 (3,0%)     |
| Хиспаноамериканци | 515 (3,1%)     | 922 (5,7%)     |
| Укупно            | 16.441         | 16.218         |